# Hudson (Maine)
Hudson es un pueblo ubicado en el condado de Penobscot en el estado estadounidense de Maine. En el Censo de 2010 tenía una población de 1.536 habitantes y una densidad poblacional de 14,82 personas por km².

## Geografía
Hudson se encuentra ubicado en las coordenadas 44°59′34″N 68°53′19″O / 44.99278, -68.88861. Según la Oficina del Censo de los Estados Unidos, Hudson tiene una superficie total de 103.67 km², de la cual 97.48 km² corresponden a tierra firme y (5.96%) 6.18 km² es agua.

## Demografía
Según el censo de 2010, había 1.536 personas residiendo en Hudson. La densidad de población era de 14,82 hab./km². De los 1.536 habitantes, Hudson estaba compuesto por el 97.72% blancos, el 0.13% eran afroamericanos, el 0.65% eran amerindios, el 0.2% eran asiáticos, el 0% eran isleños del Pacífico, el 0% eran de otras razas y el 1.3% pertenecían a dos o más razas. Del total de la población el 0.72% eran hispanos o latinos de cualquier raza.